# Сапсфорд, Джордж
Джордж Ду́глас Са́псфорд (англ. George Douglas Sapsford; 10 марта 1896 — 17 октября 1970) — английский футболист, выступавший на позиции нападающего.

## Биография
Родился в Бротоне, Солфорд в 1896 году. Начал футбольную карьеру в клубе «Кларендон». В апреле 1919 года подписал любительский контракт с «Манчестер Юнайтед», а месяц спустя стал профессиональным футболистом. Дебютировал за основной состав «Юнайтед» 26 апреля 1920 года в матче Первого дивизиона против «Ноттс Каунти» на «Олд Траффорд»; игра завершилась со счётом 0:0. 4 сентября 1920 года забил свой первый гол за клуб в матче против «Болтон Уондерерс»; игра завершилась вничью со счётом 1:1. Выступал за «Юнайтед» на протяжении трёх сезонов, проведя в общей сложности 53 матча и забив 17 мячей.
В мае 1922 года был продан в клуб «Престон Норт Энд». Выступал за «Престон» до 1925 года, сыграв за это время 36 матчей в лиге и забив в них 9 мячей. В 1925 году перешёл в клуб «Саутпорт». Провёл за «Саутпорт» 69 матчей в лиге и забил 25 мячей.
Умер 17 октября 1970 года.